# Silvia Gustavo
Silvia Cristina Gustavo Rocha Valente (São Paulo, 14 de maio de 1982) é uma jogadora de basquetebol brasileira.

## Carreira
Jogando na posição de pivô, Sílvia Gustavo iniciou no basquete sob influência da tia, a ex-campeã mundial Roseli Gustavo.
Foi vice-campeã mundial Sub-21 na Croácia  em 2003 e integrou a seleção nacional nos Jogos Olímpicos de Atenas de 2004 e no Campeonato Mundial de Basquete de 2006.
Em 2005, sem saber que estava grávida, treinou e disputou partidas até dias antes do parto.
Fez parte do elenco da Seleção Brasileira de Basquetebol Feminino, nas Olimpíadas de 2012, em sua ultima participação olímpica.